# ロイヤルチャージャー
ロイヤルチャージャー（Royal Charger、1942年 - 1961年11月）は、1940年代に活躍したイギリスの競走馬、種牡馬。父は大種牡馬ネアルコで、ロイヤルチャージャーはその代表的な種牡馬の一頭である。

## 経歴
現役時代は3歳時の1945年に2000ギニーで3着、4歳時の1946年にクイーンアンステークスを勝ったあと、同年末に競走馬生活を退き、5万2000ポンドでナショナルスタッドに売却され種牡馬となった。
イギリスでの種牡馬時代はシーチャージャー、ジルドレ、ロイヤルチャレンヂャーなど、イギリスとアイルランドのクラシック競走などで活躍した産駒を多数輩出している。
1953年には、叔父のナスルーラ（競走馬の血統では4分の3同血にあたる）がアメリカ合衆国で成功を収めていたこともあり、30万ドルという高額でアメリカ・ケンタッキー州レキシントンのジョージ・D・ワイドナー・ジュニアに購入された。アメリカでもロイヤルオービット、モンゴなど活躍馬を輩出し、イギリス時代と合わせ最終的に363頭中55頭以上のステークス競走優勝馬を出した。さらに1958年には、輸出前に残した産駒・ターントゥが、その産駒・ファーストランディングの活躍でイギリス2歳リーディングサイアーとなるなど、後継種牡馬にも恵まれている。ターントゥはほかにもヘイルトゥリーズンやサーゲイロードを出し、ヘイルトゥリーズンはヘイロー、ロベルトを出している。
加えてロイヤルチャージャーは母の父（ブルードメアサイアー）としても優秀で、70頭以上のステークス競走優勝馬を輩出した。ロイヤルチャージャーを母の父に持つ馬はクラウンドプリンス（イギリス2歳牡馬チャンピオン、日本などで種牡馬として供用）、マジェスティックプリンス（クラウンドプリンスの弟、アメリカ競馬殿堂入り）、テューダークイーン（アメリカ2歳牝馬チャンピオン）、などがいる。
1961年11月に死亡。遺体は、レキシントンのオールドケニーファーム（現スペンドスリフトファーム内）に埋葬された。

## 代表産駒
- イドゥン / Idun（1957年フリゼットステークス、1958年マザーグースステークス、ガゼルハンデキャップ）
- コペンハーゲン / Copenhagen（種牡馬、ニュージーランドリーディングサイアー4回）
- シーチャージャー / Sea Charger（1952年ナショナルステークス、1953年アイリッシュ2000ギニー、アイリッシュセントレジャー）
- ジルドレ / Gilles de Retz（1956年2000ギニー）
- ハッピーラフター / Happy Laughter（1953年1000ギニー、コロネーションステークス、ナッソーステークス）
- モンゴ / Mongo（1962年・1963年ユナイテッドネイションズハンデキャップ、1963年ワシントンDCインターナショナル）
- レアリーリーガル / Really Regal（種牡馬、ホウヨウボーイの母父）
- ロイヤルオービット / Royal Orbit（1959年プリークネスステークス）
- ロイヤルセレナーデ / Royal Serenade（1951年・1952年ナンソープステークス、1952年オールエイジドステークス、1953年ハリウッドゴールドカップ）
- ロイヤルチャレンヂャー / Royal Challenger（1953年ミドルパークステークス）
- ターントゥ / Turn-to（種牡馬、ヘイルトゥリーズンの父）

## 血統表
| ロイヤルチャージャーの血統 | ロイヤルチャージャーの血統                                                        | ロイヤルチャージャーの血統                                                        | （血統表の出典）                                                                  | （血統表の出典） |
| 父系                       | ネアルコ系                                                                        | ネアルコ系                                                                        | ネアルコ系                                                                        | [ § 2 ]          |
| 父 Nearco 1935 黒鹿毛      | 父の父Pharos 1920 黒鹿毛                                                          | Phalaris                                                                          | Polymelus                                                                         | Polymelus        |
| 父 Nearco 1935 黒鹿毛      | 父の父Pharos 1920 黒鹿毛                                                          | Phalaris                                                                          | Bromus                                                                            |                  |
| 父 Nearco 1935 黒鹿毛      | 父の父Pharos 1920 黒鹿毛                                                          | Scapa Flow                                                                        | Chaucer                                                                           | Chaucer          |
| 父 Nearco 1935 黒鹿毛      | 父の父Pharos 1920 黒鹿毛                                                          | Scapa Flow                                                                        | Anchora                                                                           |                  |
| 父 Nearco 1935 黒鹿毛      | 父の母Nogara 1928 鹿毛                                                            | Havresac                                                                          | Rabelais                                                                          | Rabelais         |
| 父 Nearco 1935 黒鹿毛      | 父の母Nogara 1928 鹿毛                                                            | Havresac                                                                          | Hors Concours                                                                     |                  |
| 父 Nearco 1935 黒鹿毛      | 父の母Nogara 1928 鹿毛                                                            | Catnip                                                                            | Spearmint                                                                         | Spearmint        |
| 父 Nearco 1935 黒鹿毛      | 父の母Nogara 1928 鹿毛                                                            | Catnip                                                                            | Sibola                                                                            |                  |
| 母 Sun Princess 1937 鹿毛  | 母の父Solario 1920 鹿毛                                                           | Gainsborough                                                                      | Bayardo                                                                           | Bayardo          |
| 母 Sun Princess 1937 鹿毛  | 母の父Solario 1920 鹿毛                                                           | Gainsborough                                                                      | Rosedrop                                                                          |                  |
| 母 Sun Princess 1937 鹿毛  | 母の父Solario 1920 鹿毛                                                           | Sun Worship                                                                       | Sundridge                                                                         | Sundridge        |
| 母 Sun Princess 1937 鹿毛  | 母の父Solario 1920 鹿毛                                                           | Sun Worship                                                                       | Doctrine                                                                          |                  |
| 母 Sun Princess 1937 鹿毛  | 母の母Mumtaz Begum 1932 鹿毛                                                      | Brenheim                                                                          | Blandford                                                                         | Blandford        |
| 母 Sun Princess 1937 鹿毛  | 母の母Mumtaz Begum 1932 鹿毛                                                      | Brenheim                                                                          | Malva                                                                             |                  |
| 母 Sun Princess 1937 鹿毛  | 母の母Mumtaz Begum 1932 鹿毛                                                      | Mumtaz Mahal                                                                      | The Tetrarch                                                                      | The Tetrarch     |
| 母 Sun Princess 1937 鹿毛  | 母の母Mumtaz Begum 1932 鹿毛                                                      | Mumtaz Mahal                                                                      | Lady Josephine F-No.9-c                                                           |                  |
| 母系(F-No.)                | 9号族(FN:9-c)                                                                     | 9号族(FN:9-c)                                                                     | 9号族(FN:9-c)                                                                     | [ § 3 ]          |
| 5代内の近親交配            | St.Simon5×5=6.25%（父内）、Sainfoin / Sierra5×5=6.25%、Sundridge4×5=9.38%（母内） | St.Simon5×5=6.25%（父内）、Sainfoin / Sierra5×5=6.25%、Sundridge4×5=9.38%（母内） | St.Simon5×5=6.25%（父内）、Sainfoin / Sierra5×5=6.25%、Sundridge4×5=9.38%（母内） | [ § 4 ]          |
| 出典                       | 1. 2. 3. 4.                                                                       | 1. 2. 3. 4.                                                                       | 1. 2. 3. 4.                                                                       | 1. 2. 3. 4.      |